# Budrione
Budrione (Buderiòun in dialetto carpigiano) è una frazione del comune di Carpi, in provincia di Modena, di circa 1 000 abitanti.

## Storia
La presenza di una decima relativa ai territori di Budrione dipendenti dalla Pieve di Carpi, a sua volta già controllata dalla Chiesa di Reggio si ha nel 1050. Successivamente il territorio sarà dato in dote alla fondazione dell'Abbazia di Frassinoro e nei secoli successivi sarà strettamente legato al destino della famiglia dei Pio di Carpi. Nei primi anni del XVI secolo passa sotto la giurisdizione completa della chiesa carpigiana. Nel 1650 l'antica pieve viene demolita e sostituita da quella in posizione attuale, notevolmente modificata nel corso dei secoli successivi. Le sue valli conoscono nel '900 la produzione industriale del riso e di altre colture alimentando la secolare vocazione agricola del territorio.

## Economia

### Servizi
Nel territorio della frazione sono presenti: l'Aeroporto di Carpi-Budrione, la scuola elementare Martiri per la Libertà, la parrocchia della Conversione di San Paolo Apostolo con relativa scuola dell'infanzia, un Centro sportivo polivalente e varie esercizi commerciali.

## Monumenti e luoghi d'interesse
- Scuola elementare Martiri per la Libertà
- Parrocchia di Budrione, Denominazione ufficiale: Parrocchia di Budrione; Intitolazione: Conversione di San Paolo
- Bocciodromo, Circolo Rinascita

## Eventi
Ogni anno in febbraio si ricorda alla presenza delle autorità la Battaglia di Budrione, episodio della seconda guerra mondiale.
Ogni anno in gennaio si svolge il "Pallino d'oro", competizione di bocce di richiamo nazionale presso la locale polisportiva. In settembre invece si svolge la Sagra parrocchiale di San Luigi.